# Libère Pwongo Bope
Libère Pwongo Bope, né le 21 mai 1964 à Mweka au Congo-Léopoldville, est évêque du diocèse de Basankusu, dans la province de l'Équateur de la République démocratique du Congo depuis le 11 novembre 2023,,,.